# Robert Smith (Historiker)
Robert Sydney Smith (* 31. Januar 1919; † 29. November 2009 in London, England) war ein britischer Historiker, der sich besonders mit der Geschichte von Westafrika und der Ethnie der Yoruba befasste.

## Leben
Smith war Professor für das Fach Geschichte an den drei nigerianischen Universitäten, die in den 1960er Jahren im Westen des Landes, dem Hauptsiedlungsgebiet der Yoruba bestanden. Dies waren die University of Lagos, die Obafemi Awolowo University in Ile-Ife und die University of Ibadan. An der letzteren, der ältesten Universität des Landes, studierte und lehrte er am Institute of African Studies seit seiner Gründung im Jahre 1962.
Smith veröffentlichte mehrere Bücher über die Geschichte Westafrikas. Die letzten Lebensjahre verlebte er in der Nähe der Kew Gardens in London.

## Veröffentlichungen
- mit J. F. Ade Ajayi: Yoruba Warfare in the Nineteenth Century. Cambridge University Press, Cambridge 1964.
- Kingdoms of the Yoruba. 3. Auflage. James Currey, London 1969, ISBN 0-85222-033-2.
- The Lagos Consulate 1851–1861. MacMillan, London 1978, ISBN 0-333-24053-7.
- Warfare and Diplomacy in Pre-Colonial West Africa. 2. Auflage. Methuen, London 1989, ISBN 0-299-12330-8.
- Toyin Falola, Robin Law (Hrsg.): Warfare and Diplomacy in Precolonoal Nigeria: Essays in Honor of Robert Smith. Festschrift. University of Wisconsin Press, Madison, Wisconsin, USA 1992, ISBN 0-942615-14-X.

| Personendaten    | Personendaten                                    |
| ---------------- | ------------------------------------------------ |
| NAME             | Smith, Robert                                    |
| ALTERNATIVNAMEN  | Smith, Robert Sydney; Smith, Robert S.           |
| KURZBESCHREIBUNG | britischer Historiker Westafrikas und der Yoruba |
| GEBURTSDATUM     | 31. Januar 1919                                  |
| GEBURTSORT       | Großbritannien                                   |
| STERBEDATUM      | 29. November 2009                                |
| STERBEORT        | London, England                                  |